# Sonoma isabellae
Sonoma isabellae är en skalbaggsart som först beskrevs av Leconte 1851.  Sonoma isabellae ingår i släktet Sonoma och familjen kortvingar. Inga underarter finns listade i Catalogue of Life.